# Ann Harding

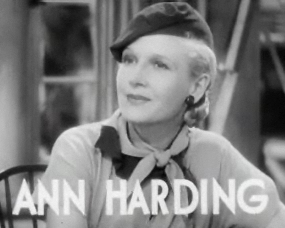
Dans Biography of a Bachelor Girl (1935)

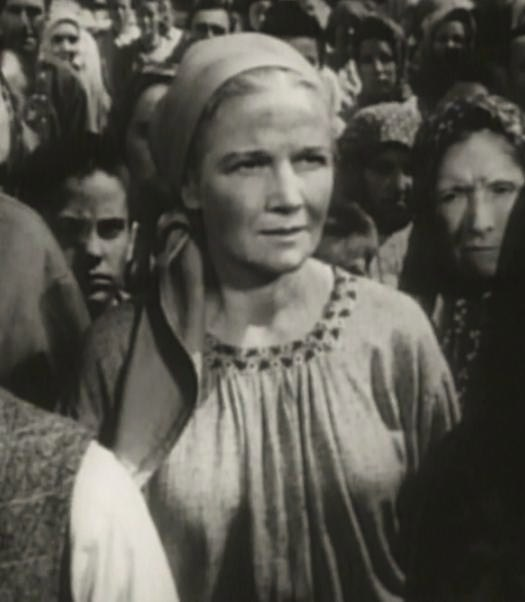
Dans L'Étoile du Nord (1943)

Ann Harding est une actrice américaine, née Dorothy Walton Gatley le 7 août 1902 à San Antonio (Texas), morte le 1er septembre 1981 à Los Angeles — Quartier de Sherman Oaks (Californie).

## Biographie
Ann Harding (pseudonyme) apparaît au cinéma de 1929 à 1956 et à la télévision, dans des séries, entre 1952 et 1965. Un de ses films les mieux connus est Peter Ibbetson, sorti en 1935, aux côtés de Gary Cooper.
Au théâtre, elle joue dans des pièces à Broadway (New York) de 1921 à 1927, puis en 1962 et 1964.
Deux étoiles lui sont dédiées sur le Walk of Fame d'Hollywood Boulevard, l'une pour sa contribution au cinéma, l'autre pour sa contribution à la télévision.
De 1937 à 1963 (divorce), elle est mariée au chef d'orchestre et compositeur Werner Janssen (1899-1990).

## Théâtre (pièces à Broadway)
- 1921 : Like a King de John Hunter Booth, avec James Gleason
- 1923-1924 : Tarnish de Gilbert Emery, mise en scène et produite par John Cromwell, avec Tom Powers
- 1924 : Throughbreds de Lewis B. Ely et Sam Forrest, avec John Litel
- 1925 : Stolen Fruit de Dario Niccodemi, adaptée par Gladys Unger, avec Harry Beresford
- 1926 : Schweiger de Franz Werfel
- 1926-1927 : La Femme disputée (The Woman Disputed) de Denison Clift, avec Louis Calhern
- 1927 : The Trial of Mary Dugan de Bayard Veiller, avec Arthur Hohl, Barton MacLane, Oscar Polk
- 1962 : General Seeger d'Ira Levin, mise en scène par (et avec) George C. Scott
- 1964 : Abraham Cochrane de John Sherry, avec Olympia Dukakis

## Filmographie partielle

### Au cinéma
- 1929 : Paris Bound d'Edward H. Griffith
- 1929 : Condamné (Condemned!) de Wesley Ruggles
- 1930 : Holiday d'Edward H. Griffith
- 1931 : East Lynne de Frank Lloyd
- 1931 : Devotion de Robert Milton
- 1931 : Prestige de Tay Garnett
- 1932 : Westward Passage de Robert Milton
- 1932 : The Animal Kingdom d'Edward H. Griffith
- 1932 : Les Conquérants (The Conquerors) de William A. Wellman
- 1933 : Mais une femme troubla la fête (When Ladies meet) de Harry Beaumont et Robert Z. Leonard
- 1933 : La Femme aux gardénias (Double Harness) de John Cromwell
- 1933 : The Right to Romance de Alfred Santell
- 1934 : Le Calvaire de Flora Winters (The Life of Vergie Winters) d'Alfred Santell
- 1934 : Gallant Lady de Gregory La Cava
- 1934 : The Fountain de John Cromwell
- 1935 : Biography of a Bachelor Girl) d'Edward H. Griffith
- 1935 : Peter Ibbetson de Henry Hathaway
- 1935 : The Flame Within, d'Edmund Goulding
- 1935 : Enchanted April de Harry Beaumont
- 1936 : Madame consent (The Lady consents) de Stephen Roberts
- 1936 : The Witness Chair de George Nicholls Jr.
- 1937 : L'Étrange Visiteur (Love from a Stranger) de Rowland V. Lee
- 1942 : Les Yeux dans les ténèbres (Eyes in the Night) de Fred Zinnemann
- 1943 : L'Étoile du Nord (The North Star) de Lewis Milestone
- 1943 : Mission à Moscou (Mission to Moscow) de Michael Curtiz
- 1944 : Crime au pensionnat (Nine Girls) de Leigh Jason
- 1944 : Janie de Michael Curtiz
- 1945 : Le Charme de l'amour (Those endearing young Charms) de Lewis Allen
- 1946 : Janie Gets Married de Vincent Sherman
- 1947 : C'est arrivé dans la Cinquième Avenue (It happened on 5th Avenue) de Roy Del Ruth
- 1947 : Rendez-vous de Noël (Christmas Eve) d'Edwin L. Marin
- 1950 : The Magnificent Yankee de John Sturges
- 1950 : Les Heures tendres (Two Weeks with Love) de Roy Rowland
- 1951 : Le Droit de tuer (The Unknown Man), de Richard Thorpe
- 1956 : L'Homme au complet gris (The Man in the Gray Flannel Suit) de Nunnally Johnson
- 1956 : Strange Intruder d'Irving Rapper

### À la télévision (séries)
- 1961 : Alfred Hitchcock présente (Alfred Hitchcock presents), saison 7, épisode 12, A Jury of her Peers
- 1963 : Les Accusés (The Defenders), saison 2, épisode 28, A Taste for Vengeance
- 1963 : L'Homme à la Rolls (Burke's Law), saison 1, épisode 2, Who killed Mr. X ?
- 1964 : Le Jeune Docteur Kildare (Dr Kildare), saison 3, épisode 18, Never too Old for the Circus
- 1965 : Ben Casey, saison 5, épisode 5, Because of the Needle, the Haystack was Lost